# Augusts Graudiņš
Augusts Graudiņš (ur. 26 października 1903 r. w Cirgal na Łotwie w granicach Rosji, zm. 28 grudnia 1982 r. w Holst w RFN) – łotewski pilot wojskowy, dowódca 2 eskadry Łotewskiego Legionu Luftwaffe podczas II wojny światowej, emigracyjny pisarz i działacz
W 1924 r. ukończył szkołę wojskową. Służył w oddziale kawalerii. W 1927 r. został przeniesiony do pułku lotniczego. W lipcu 1928 r. ukończył szkołę lotniczą. W 1930 r. przeszedł ponownie przeszkolenie lotnicze. W styczniu 1935 r. stanął na czele łotewskiego aeroklubu. 14 września tego roku, podczas lotu testowego na samolocie rodzimej produkcji I-9, miał wypadek, ale wyszedł z niego bez szwanku. Do 1937 r. pełnił funkcję sekretarza lotnictwa cywilnego w administracji rządowej. W czerwcu 1937 r. został skierowany do Wielkiej Brytanii, gdzie przeszedł przeszkolenie na samolotach Gloster Gladiator (zakupionych dla łotewskiego lotnictwa wojskowego). Od października 1938 r. był pilotem 1 eskadry lotniczej, wyposażonej w Gloster Gladiatory. W 1939 r. miał być ponownie wysłany do Wielkiej Brytanii po odbiór myśliwców Hawker Hurricane, ale wybuch wojny 1 września uniemożliwił podróż. Na pocz. 1940 r. testował łotewski samolot C-6bis. Od 20 maja tego roku wraz z 3 innymi pilotami rozpoczął szkolenie na polskich samolotach, które zbiegły na Łotwę podczas kampanii wrześniowej. Na pocz. 1944 r. wstąpił do Łotewskiego Legionu Luftwaffe, stając na czele 2 eskadry. Na pocz. 1945 r. został odesłany na leczenie do sanatorium w Korsar w okupowanej Danii. Po zakończeniu wojny wstąpił do brytyjskich wojsk okupacyjnych. Dowodził oddziałem w rejonie Mönchengladbach. Następnie zamieszkał w tym mieście. Działał w organizacji emigracyjnej Daugavas Vanagi. Był autorem wspomnień.